# Dilución homeopática
La homeopatía realiza un proceso conocido por sus practicantes como "dinamización" o "potenciación" donde una sustancia es diluida en alcohol o agua destilada y luego es agitada vigorosamente en un proceso llamado "sucusión". Los sólidos insolubles, como el cuarzo y las conchas de ostra, son diluidas por trituración en lactosa. El fundador de la homeopatía, Samuel Hahnemann (1755-1843), creía que el proceso de sucusión activaba la "energía vital" de la sustancia diluida y que las disoluciones sucesivas incrementaban la "potencia" del remedio.
Estas ideas son consideradas como pseudocientíficas, debido al hecho de que ni una sola molécula de la sustancia original pueda ser encontrada en las disoluciones homeopáticas usadas comúnmente.

## Escalas de potencia
Se usan varias escalas de potencia en la homeopatía. Hahnemann creó la escala centesimal o "escala C", diluyendo una sustancia por un factor de 100 en cada etapa. Esta fue preferida por Hahnemann en la mayor parte de su vida. Una disolución 2C requiere que una sustancia sea diluida a una parte en cien y luego parte de esa disolución sea nuevamente diluida por el mismo factor. Esto resulta en un preparado con una parte de la sustancia original cada 10 000 partes de solución. Una solución 6C repite el proceso seis veces, lo que concluye con la sustancia original diluida en un factor de 100−6=10−12. Disoluciones mayores siguen el mismo patrón. En la homeopatía, una solución más diluida es descrita como poseedora de una mayor potencia y los homeópatas consideran que las sustancias más diluidas son remedios más fuertes y de acción más profunda. El producto final a menudo está tan diluido que es indistinguible del diluyente puro (agua destilada, azúcar o alcohol).
Hahnemann defendió las disoluciones 30C para la mayoría de los propósitos (esto es, una disolución con factor 1060). En su tiempo, era razonable asumir que los remedios podían diluirse indefinidamente, ya que el concepto de átomo o molécula como la unidad más pequeña de una sustancia química recién estaba empezando a ser conocida. Ahora sabemos que la mayor disolución en la que es razonablemente probable encontrar al menos una única molécula de la sustancia original es 1024 (12C en notación homeopática), si se parte de un mol de la sustancia original.
Algunos homeópatas desarrollaron una escala decimal (X o D), diluyendo la sustancia en diez veces su volumen original en cada etapa. Por tanto, un valor en la escala X es la mitad de aquel mismo valor en la escala C: por ejemplo, 12X tiene el mismo nivel de disolución que 6C. Hahnemann nunca usó esta escala, pero se volvió muy popular durante el siglo XIX y aún lo es en Europa. Esta escala de potencia parece haber sido introducida en los años 1830 por el homeópata estadounidense Constantine Hering. En sus últimos diez años, Hahnemann también desarrolló una escala quincuamilesimal (Q) o escala LM al diluir una parte de la sustancia por cada 50 000 partes de disolución. Una disolución en la escala Q es aproximadamente 2,35 veces su valor en la escala C: por ejemplo, un remedio descrito como 20Q tiene alrededor de la misma concentración que un remedio 47C.
Las potencias de 1000c y superior a menudo son etiquetadas con el numerador romano M y el indicador centesimal c es implícito, dado que todas estas potencias altas son disoluciones centesimales: 1M = 1000c; 10M = 10 000c; CM = 100 000c; típicamente no se usa LM (que indicaría 50 000c) debido a su confusión con la escala LM.
La siguiente tabla es un resumen que compara las escalas X y C y las equipara con su disolución equivalente. Sin embargo, la interpretación homeopática de sus principios no está explicada en términos de disolución, sino de "potenciación", por consiguiente la homeopatía no asume que diferentes potencias puedan ser igualadas basadas en la equivalencia de sus factores de disolución.
| Escala X/D                                                   | Escala C | Razón  | Nota |
| ------------------------------------------------------------ | -------- | ------ | --- |
| 1X                                                           | —        | 1:10   | Descrita como de baja potencia. |
| 2X                                                           | 1C       | 1:100  | Llamada de mayor potencia que 1X por los homeópatas. |
| 6X                                                           | 3C       | 10−6   | |
| 8X                                                           | 4C       | 10−8   | Concentración de arsénico permisible en agua potable. |
| 12X                                                          | 6C       | 10−12  | |
| 24X                                                          | 12C      | 10−24  | Tiene un 60 % de probabilidad de contener al menos una sola molécula de sustancia original si se usó un mol de esta (véase límite molar). |
| 26X                                                          | 13C      | 10−26  | No quedan moléculas originales en el diluyente. Es agua pura (o azúcar o alcohol puros). |
| 60X                                                          | 30C      | 10−60  | Disolución defendida por Hahnemann para la mayoría de los propósitos: se requeriría administrar dos mil millones de dosis por segundo (2x109/s) a seis mil millones (6x109) de personas por cuatro mil millones (4x109) de años (3,3x107 s) para entregar una única molécula del mol (6,02x1023) de la sustancia original a un único consumidor. |
| 400X                                                         | 200C     | 10−400 | Disolución del popular remedio homeopático para la gripe Oscillococcinum. |
| Nota: la "escala X" también es llamada "escala D" (1X = 1D). |          |        | |

## Dilución extrema
La dilución en serie resulta, después de cada etapa diluyente, en una menor cantidad de moléculas de la sustancia original por litro de solución. Finalmente, una solución estará tan diluida que estará más allá de la probabilidad de encontrar una única molécula de la sustancia original en un litro del producto final. Esta particularidad proporciona un paraíso para timadores y personas inescrupulosas, pues no hay forma posible de diferenciar una disolución homeopática de un supuesto remedio homeopático que contenga en realidad agua mineral mezclada con algún saborizante. Por tanto, tampoco es posible demostrar la falsedad del tal remedio mediante pruebas ante algún tribunal; de existir estafa, es indemostrable. De aquí que el paciente no tiene más remedio que confiar ciegamente en la honestidad de quien le vende el remedio, usualmente un total desconocido para el paciente.

### Límite molar
Si se empieza con una solución de 1 mol/L de una sustancia, la disolución decimal requerida para reducir el número de moléculas a menos de una molécula por litro es 1 parte en 1×1024 (24X o 12C), ya que:
6.02×1023/1×1024 = 0,6 moléculas por litro
Es improbable que disoluciones más allá de ese límite (asociado número de Avogrado, equivalente aproximadamente a 12C) contengan incluso una única molécula de la sustancia original y disoluciones más bajas no contienen cantidad detectables. Compárese con la ISO 3696, que regula el agua para su uso en laboratorio de análisis. Esta específica que una pureza de diez partes por millardo (10×10−9) y esta agua no puede almacenarse en contenedores de vidrio o plástico, ya que estos desprenden impurezas al agua y la cristalería debe lavarse con ácido fluorhídrico antes de usarse. Diez partes por millón equivalen a una disolución homeopática 4C.

### Analogías
Tanto los críticos como los defensores de la homeopatía a menudo intentan ilustrar las diluciones utilizadas en la homeopatía con analogías. Típicamente, las diluciones usadas son las altas, las que a menudo son consideradas el aspecto más controvertido e implausible de la homeopatía.
Una botella de veneno en el lago Ginebra
Se dice que Hahnemann bromeó que un procedimiento adecuado para manejar una epidemia sería vaciar una botella de veneno en el lago de Ginebra, si pudiese sucusionarse 60 veces.
Una pizca de sal en el océano Atlántico
Una solución 12C es equivalente a "una pizca de sal en los océanos Atlántico Norte y Sur", lo que es aproximadamente correcto.
1/3 de una gota en todos las aguas de la Tierra
Un tercio de una gota de cualquier sustancia original diluida en todos las aguas de la Tierra produciría un remedio homeopático 13C.
Hígado de pato 200C en 10320 universos
Un popular remedio homeopático para la gripe es una dilución 200C de hígado de pato, comercializado bajo la marca Oscillococcinum. Ya que existen alrededor 1080 de átomos en todo el universo observable, una dilución de una molécula en todo el universo sería alrededor de 40C. Oscillococcinum requeriría por tanto 10320 universos extras para conservar simplemente una única molécula en el producto final.
Una piscina olímpica homeopática
Otra ilustración de las diluciones usadas comúnmente en los remedios homeopáticos compara una dilución homeopática con disolver la sustancia terapéutica en una piscina. Un ejemplo inspirado por un problema encontrado en una popular colección de libros de álgebra expresa que las moléculas de agua existentes en una piscina olímpica son del orden de 1032 y que si esta fuese llenada con un remedio homeopático 15C, para tener un 63 % de posibilidades de consumir al menos una molécula de la sustancia original, habría que tomarse el 1% de su volumen, esto es, alrededor de 25 toneladas/25 000 litros de agua.
30C: 1 ml en 1,191,016 años luz cúbicos
1 ml de solución que ha pasado por una disolución 30C es matemáticamente equivalente a un 1 ml diluido en 1054m³, representado por un cubo de agua que mide 1 000 000 000 000 000 000 (1018) por lado, es decir, alrededor de 106 años luz. Expresado por una esfera, sería una bola de 131,1 años luz de diámetro. Por tanto, las potencias estándar de los remedios homeopáticos contienen, con una altísima probabilidad, únicamente agua (o alcohol, además de azúcar y otros ingredientes inertes).
Los remedios homeopáticos no requieren de gastos de investigación, de pagos de patentes, y ni siquiera de material farmacéutico complejo o personal técnico especializado para su preparación. Cualquiera los puede preparar. Y es fácil comprobar que una sola gota de ‘tintura madre’ de cualquier sustancia basta para producir una cantidad prácticamente infinita de producto, capaz de inundar todo el sistema solar, o de proporcionar el producto a la humanidad durante toda la eternidad.
Una preparación pCH requiere la disolución del volumen original p veces a formar volúmenes 100 veces mayores cada vez. Supongamos que tenemos una gota (0.1 ml) de cierta tintura madre. Para un preparado 30CH —muy común en la homeopatía— se toma esa gota de tintura y se disuelve en 99 partes de agua, para formar 100 gotas = 10 ml de disolución. Esta será la concentración 1CH (primer paso de la dilución)
1 gota de tintura (0.1 ml) → 10 ml de 1CH
A continuación se toma 1 ml de la disolución 1CH y se diluye a formar 100 ml de disolución 2CH (2.º paso). Pero, ¿qué pasa con los otros 9 ml restantes? Cada uno de ellos puede proporcionar otros 100 ml de disolución 2CH; es decir 900 ml, lo que sumado a los 100 ml considerados previamente, proporcionan 1000 ml = 1 litro:
10 ml de disolución 1CH → 1 litro de disolución 2CH.
Como en cada paso el volumen total previo proporciona un volumen 100 veces mayor, el proceso se puede ordenar según la tabla siguiente, considerando las diluciones a partir de 1 litro de 2CH para simplificar los cálculos:
| Paso de dilución p |                                                 |
| 1                  | 1 gota → 10 ml 1CH                              |
| 2                  | 10 ml 1CH → 1 litro 2CH                         |
| 3                  | 1 litro de 2CH → 1x100 = 102 litros de 3CH      |
| 4                  | 102 litros de 3CH → 102x102 = 104 litros de 4CH |
| 5                  | 104 litros de 4CH → 104x102 litros de 5CH       |
| 6                  | 106 litros de 5CH → 106x102 litros de 6CH       |
| 7                  | 108 litros de 6CH → 108x102 litros de 7CH       |
| 8                  | 10 litros de 7CH → 1010x102 litros de 8CH       |

Generalizando para p ≥ 4
102(p-3) litros de (p-1)CH → 102(p-2) litros de (p)CH
De manera que la disolución 30 CH se obtiene para p = 30:
1054 litros de 29CH → 1056 litros de 30CH
Llevando a kilómetros cúbicos:
1 litro = 1dm³ = 10-12 km³
1056 litros = 1044 km³.
Es decir, a partir de una gota de ‘tintura madre’ se pueden preparar 1044 km³ de preparado homeopático 30CH. En valores redondos, el volumen de la Tierra es de 1.08x1012 km³; luego, a partir de un litro de ‘tintura madre’ se puede preparar suficiente producto 30CH como para formar 1044/1012 = 1032 esferas líquidas del tamaño de la tierra (miles de miles de millones y más).
Si cada habitante del planeta (alrededor de unos 8000 millones en 2018 [8x109]) consumiera un litro diario de ese producto homeopático (8x109x365 ~ 3x1012 litros/año) se necesitarían 1056/3x1012 = 0.33x1044 años ~ 3.3x1037 millones de años para agotar el producto proveniente de una sola gota de ‘tintura madre’ (muchísimo más que la duración estimada del Sol, de unos 10 mil millones de años).

## Controversia en dilución
No todos los homeópatas defienden las diluciones extremas. Muchos de los homeópatas tempranos fueron originalmente médicos, y generalmente usaban preparaciones menores como 3X o 6X, y raramente iban más allá de 12X. La separación entre diluciones bajas y altas se derivaba de actitudes ideológicas. Aquellos que preferían las diluciones bajas enfatizaban la patología y un fuerte lazo a la medicina convencional, mientras que aquellos que preferían las diluciones altas destacaban la fuerza vital, los miasmas y una interpretación espiritual de la enfermedad. Algunos productos con tales disoluciones relativamente bajas continúan vendiéndose, pero al igual que su contraparte alta, no se ha demostrado que tengan un efecto superior al de un placebo.